# Shamrock Township (Missouri)
Shamrock Township est un township du comté de Callaway dans le Missouri, aux États-Unis,. En 2010, sa population s'élève à 413 habitants. Le township est baptisé en référence au trèfle irlandais, en anglais : shamrock,.

## Source de la traduction
- (en) Cet article est partiellement ou en totalité issu de l’article de Wikipédia en anglais intitulé « Shamrock Township, Callaway County, Missouri » (voir la liste des auteurs).